# Phyllophila eothina
Phyllophila eothina är en fjärilsart som beskrevs av Franz Dannehl 1933. Phyllophila eothina ingår i släktet Phyllophila och familjen nattflyn. Inga underarter finns listade i Catalogue of Life.